# Боровчик, Валериан
Валериан Боровчик (пол. Walerian Borowczyk; 21 октября 1923, Квильч, Великопольское воеводство — 3 февраля 2006[…], Ле-Порт-Марли) — польско-французский кинорежиссёр. Некоторые фильмы Боровчика считаются порнографическими.

## Биография
Боровчик окончил Краковскую академию изящных искусств, занимался живописью и литографией. По ночам он расписывал поезда граффити. Боровчик был представителем польской школы плаката, создавал киноафиши, за что в 1953 году был удостоен награды.
Международную известность Боровчику принёс анимационный фильм «Дом». Он получил гран-при кинофестиваля EXPRMNTL, проводившегося в рамках Всемирной выставки 1958 года. Критики сравнивали Боровчика с Сэмюэлом Беккетом и Эженом Ионеску.
В 1959 году Боровчик эмигрировал во Францию. С конца 1960-х стал снимать игровое кино. Его фильм «Гото, остров любви» удостоился сравнений с работами Антониони и Эйзенштейна и был запрещён к показу в Испании и Польше. В 1970-е годы Боровчик начинает снимать эротические фильмы. Его экранизация романа Стефана Жеромского «История греха» собрала 8 миллионов зрителей и получила признание критиков.
Боровчик был женат на актрисе Лигии Бранис. Последние 30 лет своей жизни жил в Ле-Везине. Умер в Ле-Пор-Марли (фр.).

## Фильмография
- 1946 — Месяц август / Sierpień  / Mois d’août
- 1949 — / Głowa
- 1949 — / Magik
- 1950 — / Tłum
- 1954 — Ателье Фернана Леже / Atelier de Fernand Léger
- 1954 — Живые фотографии / Żywe fotografie (zrealizowany w Paryżu) / Photographies vivantes
- 1955 — / Jesień
- 1957 — Вознагражденное чувство / Nagrodzone uczucia
- 1957 — Стриптиз / Striptease
- 1957 — Однажды / Once Upon A Time
- 1958 — Дом / Dom
- 1958 — Школа / Szkoła
- 1959 — Астронавты / Les Astronautes
- 1959 — Волшебник / Le Magicien
- 1959 — Неизвестная земля / Terra Incognita
- 1961 — Музыкальная шкатулка / Boot a musique
- 1961 — Одиночество / Solitude
- 1962 — Концерт месье и мадам Кабаль / Le concert de monsieur et madame Kabal
- 1963 — Святой дух / Holy Smoke
- 1963 — Энциклопедия бабушки в 13-ти томах / L’enclyclopedie de grand’maman en 13 volumes
- 1963 — Ренессанс / Renaissance
- 1964 — Игра ангелов / Les Jeux des anges
- 1965 — Словарь Иоахима / Le Dictionnaire de Joachim
- 1966 — Розали / Rosalie
- 1967 — Гавот / Gavotte
- 1967 — Диптих / Diptyque
- 1967 — Театр месье и мадам Кабаль /Le theatre de monsieur et madame Kabal
- 1968 — Мазепа / Mazepa
- 1969 — Фонограф / Le Phonographe
- 1969 — Гото, остров любви / Goto, l’ile d’amour
- 1971 — Бланш / Blanche
- 1973 — Специальная коллекция / Une collection particulière
- 1974 — Аморальные истории / Contes immoraux
- 1975 — История греха / Dzieje grzechu / Story of a Sin
- 1975 — Улитка Венеры / Escargot de Venus
- 1975 — Дыхание Парижа / Brief von Paris
- 1975 — Зверь / La bete
- 1976 — Край (Шлюха) / La Marge
- 1977 — Чудовищная любовь всех времен / L’Amour monstre de tous les temps
- 1978 — Внутри монастыря / L’interno di un convento
- 1979 — Героини зла / Les Heroines du mal / Immoral Women
- 1979 — Частная коллекция — новелла «Шкаф» / Collection prive. L’Armoire
- 1980 — Лулу / Lulu
- 1981 — Доктор Джекил и женщины / Странная история доктора Джекила и мисс Осборн / Docteur Jekyll et les femmes
- 1983 — Искусство любить / Ars Amandi / L’art d’aimer
- 1984 — Адское скерцо/ Scherzo infernal
- 1987 — Эммануэль 5 / Emmanuelle 5
- 1987 — Королева ночи / Церемония любви / Все должно исчезнуть / Ceremonie d’amour / Queen of the Night / Regina della Notte
- 1986-1991 — Розовая серия: шедевры эротической литературы (ТВ-сериал) / Série rose: Les Chefs d’œuvre de la littérature érotique: Almanach des adresses des demoiselles de Paris (1986), Le lotus d’or (1986), Un traitement justifié (1990), L’experte Halima (1991).

## Награды и премии
- Государственная премия ПНР 3-й степени (1953).
- Серебряный лев Венецианского МКФ (1957).
- Гран-при киноконкурса Всемирной выставки EXPO’58 в Брюссель (1958).
- Приз ФИПРЕССИ на МКФ в Оберхаузен (1960, 1966).
- Гран-при «Интерфильма» в конкурсе «Форума» 21-го Берлинского МКФ (1971).